# Havaika kraussi
Havaika kraussi là một loài nhện trong họ Salticidae. Loài này được phát hiện ở Hawaii.